# Kaestneria minima
Kaestneria minima är en spindelart som beskrevs av George Hazelwood Locket 1982. Kaestneria minima ingår i släktet Kaestneria och familjen täckvävarspindlar. Inga underarter finns listade i Catalogue of Life.